# Ricard Casas
Ricard Casas Gurt (Manresa, 12 de septiembre de 1962) es un entrenador de baloncesto español. Ha desarrollado prácticamente toda su carrera como entrenador en Cataluña, dirigiendo al Manresa, al C.B. Montcada, al C.B. Tarragona y otra vez al Manresa, hasta que en 2004 fichó por el Pamesa Valencia. En octubre de 2006 fue destituido y pocas semanas después llegó a un acuerdo con el ViveMenorca, con el que consiguió la permanencia con una segunda vuelta de 9 victorias y 8 derrotas. Actualmente es entrenador ayudante del Fútbol Club Barcelona B.

## Trayectoria como entrenador
- Allianz Ras Manresa (Segunda división): 1993-1996
- C.B. Manresa (Liga EBA): 1996-1996
- C.B. Montcada (Liga EBA): 1998-2000
- C.B. Tarragona (LEB 2): 2001-2001
- Bàsquet Manresa: 2001-2005

- 2001-2002: Minorisa.net Manresa (LEB)
- 2002-2005: Ricoh Manresa (ACB)

- Pamesa Valencia (ACB): 2005-2006: destituido el 23 de octubre de 2006[1]
- ViveMenorca (ACB): 2006[2]-2009
- Club Bàsquet Sant Josep Girona (LEB): 2010-2011
- Lleida Bàsquet (LEB): 2011-2012
- Club Baloncesto Valladolid (ACB): 2013 - 2014
- Toros de Aragua (Liga Profesional de Baloncesto de Venezuela):  2015
- Clube Desportivo Primeiro de Agosto (Angola): 2015 -
- Fútbol Club Barcelona (ACB): 2018 - Actualidad.

## Palmarés

### Competiciones nacionales
- 1995-1996: Ascenso a Liga EBA con el  Allianz Ras Manresa.
- 2001-2002: Ascenso a Liga ACB con el  Bàsquet Manresa.
- 2002: Medalla de Plata con la selección nacional Sub-20 en el Campeonato de Europa de Vilnius.

### Distinciones personales como entrenador
- Nominado Mejor Entrenador de la LEB en la temporada 2001-2002.